# Stadion Miejski w Gnjilane
Stadion Miejski (alb. Stadiumi i Qytetit, serb. Градски стадион, Gradski stadion) – wielofunkcyjny stadion sportowy w Gnjilane w Kosowie. Wykorzystywany jest głównie do meczów piłki nożnej. Swoje mecze rozgrywają na nim drużyny KF Gjilani i KF Drita Gnjilane. Obiekt może pomieścić 15000 widzów.